# Verkeersmodel

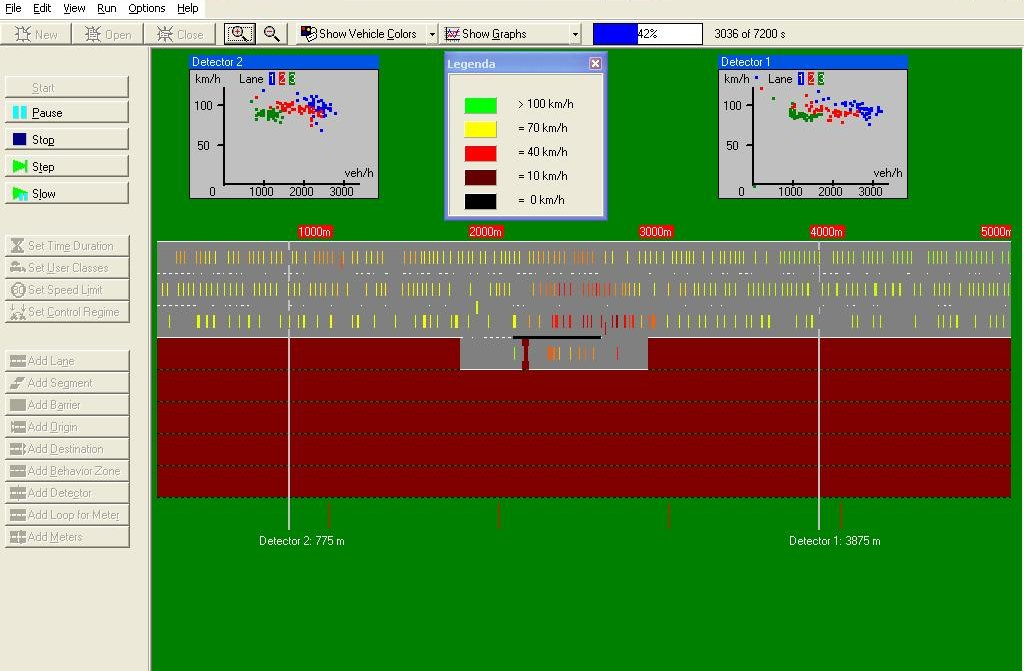
Voorbeeld van een autosnelweg-simulatiemodel

Een verkeersmodel is een model dat inzicht geeft in huidige en/of toekomstige verkeers- en vervoerstromen.
De berekeningen vinden vrijwel altijd plaats op basis van een netwerk van infrastructuur en verkeerstellingen. Sommige modellen vereisen ook andere data, zoals demografische en andere sociale gegevens. Hoewel een eenvoudig verkeersmodel ook in bijvoorbeeld Excel te maken is, wordt meestal speciaal hiervoor bestemde software gebruikt. Deze software kan de uitkomsten vaak ook visualiseren door middel van kaarten.

## Het hoe en waarom van een verkeersmodel

### Waarom een verkeersmodel toepassen?
Voor de toekomst kunnen allerlei vragen worden gesteld, zoals: 'Wat gebeurt er als de wereld om ons heen verandert?' en 'Wat gebeurt er als we op het gebied van verkeer en vervoer maatregelen treffen?'
Verkeer is een complexe materie en bestaat uit een aantal patronen dat de optelsom is van individueel reisgedrag. Het is moeilijk om zonder hulpmiddelen inzicht te krijgen in deze patronen. Met een verkeersmodel kan dat wel.
Het nemen van maatregelen is meestal kostbaar en middelen zijn vaak beperkt, waardoor een goede afweging tussen kosten en baten noodzakelijk is. Ook hier kan een verkeersmodel een goed hulpmiddel zijn.
Als laatste argument om een verkeersmodel te kiezen, met name een microscopische, is dat deze rekening houdt met de interactie van voertuigen, dynamische routekeuze per voertuig en effecten van infrastructuur zoals kruispunten en rijstroken. Hiermee is het mogelijk om wachtrijen, opgelopen vertragingen en sluipverkeer in kaart te brengen. Een ander voordeel van microscopische modellen is het visuele karakter, doordat rijdende voertuigen op het scherm getoond kunnen worden. Dat spreekt meer aan dan een getal op een weg.

### Welk verkeersmodel?
Als al is gekozen om een verkeersmodel in te zetten, is het de vraag welk softwarepakket er gekozen moet worden. Er is een zeer groot aanbod aan verkeersmodellen beschikbaar. Afhankelijk van de beantwoording van een aantal vragen kan het model gekozen worden:
- Wat is het projectdoel? Kwantitatieve onderbouwing of visuele ondersteuning? Verkennend of gericht onderzoek?
- Wat is het schaal- en detailniveau? Lokale of regionale studie?
- Wat is het planjaar?
- Hoe groot is het studiegebied?
- Welke beoordelingscriteria zijn van belang?
- Welke bestaande modellen zijn al beschikbaar?
- Heeft de opdrachtgever kennis of ervaring of een eigen licentie voor een bepaald pakket?
- Wat is de planning en het budget?

### Hoe wordt een verkeersmodel gemaakt?
Bij het opstellen van verkeersmodellen zijn drie werkwijzen te onderscheiden:
- Bestaand verkeersmodel een op een toepassen
- Nieuw model bouwen
- Bestaand model aanpassen

De laatste werkwijze wordt het vaakst toegepast, door een actualisatie of verfijning van het bestaande model, of een omzetting naar een ander softwarepakket. Onderweg zijn er dan een aantal fouten mogelijk, welke hieronder besproken worden.
Conversie. Bij de conversie van een model naar een ander softwarepakket kunnen fouten optreden. Een conversie kan leiden tot andere toedelingsresultaten.
Uitsnede. Een te kleine uitsnede uit een model kan leiden tot beperking van alternatieve routes, waardoor belangrijke alternatieve routes buiten het uitsnedegebied kunnen vallen.
Detailinformatie toepassen. Het toevoegen van detailinformatie kan leiden tot andere uitkomsten en daardoor tot discussie over de resultaten.
Kalibratie. Door kalibratie van een bestaand model kunnen uitkomsten veranderen en kan er discussie over de resultaten ontstaan.

## Indelingen verkeersmodellen
Verkeersmodellen zijn er in alle soorten en maten en kunnen op verschillende wijzen worden ingedeeld:

### Verkeersmodellen naar vervoerwijze
Er bestaan verschillende verkeersmodellen voor de verschillende modaliteiten ofwel vervoerwijzen. Zo zijn er modellen gericht op openbaar vervoer, op de binnenvaart, op het wegverkeer en zelfs modellen voor voetgangerstromen.

### Verkeersmodellen naar methodiek
- deterministisch: de modellen produceren resultaten op basis van deterministische regels. Iedere keer dat een modelrun wordt herhaald zal dezelfde uitkomst resulteren.
- stochastisch: dit type modellen maakt gebruik van 'gelote' waarden uit kansverdelingen. De resultaten zullen in het algemeen verschillen per run.

### Verkeersmodellen naar berekeningstechniek
- door analytische technieken (bijvoorbeeld 'optimal control')
- door simulatietechnieken, zie ook: computersimulatie

### Verkeersmodellen naar detailniveau
- microscopisch: bij deze modellen wordt uitgegaan van de kleinste eenheid (bijvoorbeeld een auto) die op basis van gedragsregels worden afgewikkeld over de infrastructuur.
- mesoscopisch: bij deze modellen worden groepen van eenheden (een groepje voertuigen) als basis genomen voor de afwikkelingsregels van het model.
- macroscopisch: bij deze modellen wordt alleen gebruikgemaakt van de intensiteiten en dichtheden op de infrastructuurschakels, en worden op basis van regels uit de vloeistofdynamica de veranderingen in de tijd gemodelleerd.

### Verkeersmodellen naar toepassingsgebied
- netwerken: modellen die complete netwerken beschrijven (zoals een auto of openbaar vervoernetwerk)
- strengen: strengmodellen beschouwen geen netwerk maar een autoweg met eventueel enkele op- en afritten of andere knelpunten. Bedoeld voor detailanalyses voor verkeersafwikkeling bij scenario's met verschillende wegconfiguraties.
- conflictpunten: modellen die zich specifiek richten op kruispunten of rotondes, eventueel met een verkeerslichtregeling.

### Verkeersmodellen naar functie
- beslissingsondersteunend model; voor het ondersteunen van beleidsmakers bij het maken van beslissingen.
- researchmodel; voor onderzoekers en wetenschappers om bepaalde vraagstukken nader te analyseren.

### Verkeersmodellen naar toedelingstype
- statische modellering.
- dynamische modellering.

Statische modellen
Traditioneel zijn verkeersmodellen statisch: ze voorspellen wel intensiteiten van wegen en vergelijken dit met de capaciteit van de weg, maar er wordt geen rekening gehouden met bijvoorbeeld de terugslag van files op wegen achter de file. Deze modellen zijn vooral geschikt voor het maken van berekeningen op macroniveau, bijvoorbeeld om de gevolgen van de aanleg van een nieuwe snelweg of woonwijk te berekenen. Deze modellen worden ook wel vierstapsmodellen genoemd.
De werking van statische modellen
- Ten eerste wordt het onderzoeksgebied ingedeeld in zones. Hoe kleiner en meer homogeen deze zones zijn, hoe nauwkeuriger de voorspellingen worden. De zones worden samen met sociaal-economische gegevens ingevoerd. Ook wordt het netwerk van infrastructuur ingevoerd, waarbij snelheden en capaciteiten worden ingevoerd. Vaak worden alleen de belangrijkste wegen ingevoerd, maar ook hier: hoe nauwkeuriger de invoer, hoe nauwkeuriger de uitkomst. Infrastructuur die naar plaatsen buiten het onderzoeksgebied lopen, worden gekoppeld aan een zogenaamde externe zone.
- Productie / Attractie: op basis van de sociaal-economische gegevens en gegevens uit bijvoorbeeld het Onderzoek Verplaatsingsgedrag (OVG) wordt per zone bepaald hoeveel mensen er zullen vertrekken en aankomen in een etmaal, spitsuur of welke andere onderzoeksperiode wordt gekozen. Deze voorspellingen moeten getoetst worden aan empirisch materiaal. Er kunnen geen voorspellingen gedaan worden voor de externe zones: deze bevatten immers "de rest van de wereld". Daarom worden de vertrekken en aankomsten hier bepaald door verkeerstellingen.
- Distributie: nu bepaald is hoeveel mensen er in zone A, B, C, enzovoorts, vertrekken en aankomen, kan bepaald worden hoeveel mensen van A naar B reizen. Dit is afhankelijk van het aantal mensen dat aankomt en vertrekt, en van de afstand, reistijd en / of -kosten tussen A en B. Voor de routeberekening wordt meestal gebruikgemaakt van routes berekend met Dijkstra's Kortste Pad Algoritme. Voor de distributie wordt meestal een zwaartekrachtformule gebruikt. Het resultaat is een tabel met het aantal verplaatsingen tussen iedere zone. Een dergelijke tabel wordt een HB-tabel] of HB-matrix (herkomst/bestemming) genoemd. Er zijn verschillende soorten ruimtelijke interactiemodellen mogelijk. Wanneer alles onbekend is, moet aan de hand van proxy's de productie en attractie bepaald worden. Ook kan het model enkel productiebeperkt of enkel attractiebeperkt zijn. Beperkt wil hier zeggen dat het gekend is. Als laatste kan ook alles gekend zijn.
- Modal split: van het aantal reizigers tussen twee zones moet nu de modal split bepaald worden: hoeveel reizen er per auto, fiets, trein of bus? Hierbij wordt meestal gewerkt met zogenaamde nutsfuncties: hoeveel nut heeft een bepaald transportmiddel in vergelijking met andere transpormiddelen?
- Toedeling: ten slotte moet nog bepaald worden welke route ieder persoon neemt op zijn verplaatsingen. Deze routes kunnen in één stap worden toegedeeld aan de snelste route. Realistischer is echter om rekening te houden met de capaciteit. Daarom wordt meestal capacity restraint toegedeeld: nadat een deel is toegedeeld, worden de snelheden bijgesteld aan de intensiteiten op iedere weg. Dan wordt weer een deel toegedeeld, enzovoorts. Voorts kan ook nog rekening gehouden worden met een zogenaamd stochastisch effect. Reizigers zijn namelijk niet identiek in hun keuzegedrag en kunnen ook de tweede beste route kiezen.

Bekende softwarepakketten zijn Visum, Aimsun, OmniTrans en Cube. Deze modellen kunnen gekoppeld worden aan een milieumodel, die de milieu- en geluidsoverlast berekent aan de hand van de voorspelde intensiteiten van het verkeer.
Dynamische modellen
Dynamische verkeersmodellen houden rekening met de capaciteitsrestricties in het netwerk, en de gevolgen van bijvoorbeeld files. Deze zijn beter geschikt om inzicht te krijgen in de gevolgen van bijvoorbeeld de reconstructie van een kruispunt of het aanleggen van een nieuwe rijstrook op een wegvak. Ook kan bijvoorbeeld de instelling van verkeerslichten getest worden in een dynamisch model. 
Een dynamisch verkeersmodel wordt ook gebruikt als presentatiemiddel voor wegbeheerders. De gevolgen van files kunnen zo getoond worden aan de opdrachtgever wat het gebruik van een dynamisch model aantrekkelijk maakt. De voertuigen kunnen als het ware bijna realistisch nagebootst worden. Bekende softwarepakketten zijn Vissim, Aimsun, Dynasmart en Paramics.